# Palazzo Origo

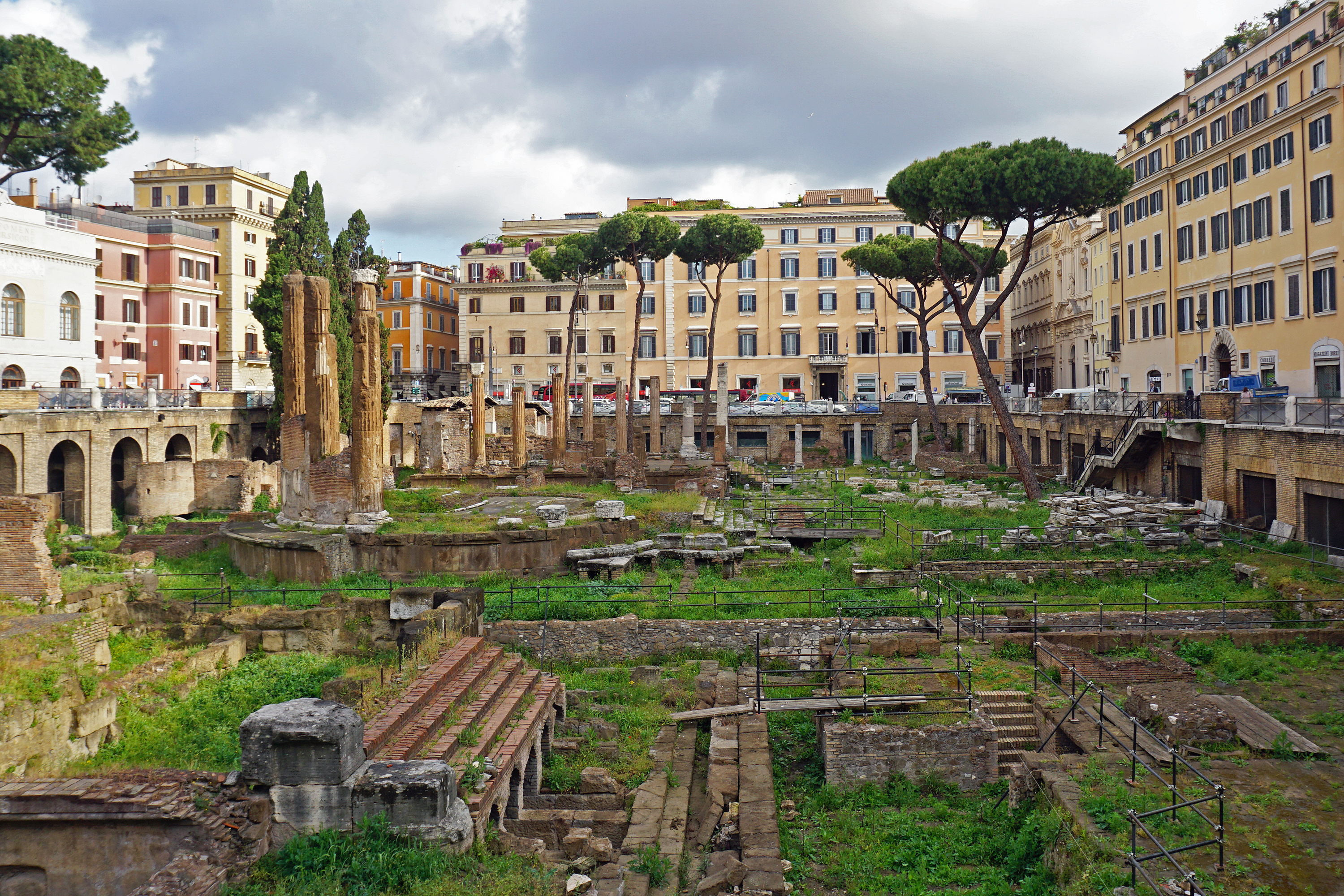
Nesta vista do Largo di Torre Argentina, o Palazzo Origo é o palácio amarelo claro no fundo à esquerda, encostado no Palazzo Besso, maior e mais alto. À direita, o Palazzo Nobili Vitelleschi. À esquerda, parcialmente visível, está o Teatro Argentina (todo branco).

Palazzo Origo é um palácio localizado na esquina da Via di Torre Argentina com o Corso Vittorio Emanuele II, no rione Pigna de Roma, de frente para o Largo di Torre Argentina e geminado ao Palazzo Besso.

## História e descrição
Este palácio foi construído por Orazio Torriani na metade do século XVI para a família Origo, originária de Trevi e estabelecida em Roma desde o início do século. Entre seus membros estavam políticos no Capitólio e também um cardeal, Curzio Origo, nomeado em 1712. A fachada do edifício, cujo ático acima do beiral é do século XIX, revela claramente os dois pisos originais, com janelas arquitravadas no primeiro e segundo pisos, pequenas janelas quadradas e emolduradas no mezzanino e também uma pequena varanda com uma grade em ferro forjado na esquina, esta decorada por silhares rusticados do chão até o beiral, que está decorado com crescentes e estrelas, elementos do brasão dos Origo, alternadamente. O terceiro piso e o ático são evidentemente estruturas posteriores, construídas durante as obras de alargamento do Corso Vittorio Emanuele II, e contrastam fortemente com o resto do edifício. No piso térreo, entre as numerosas aberturas comerciais do século XIX, se abre um belo portal do século XVII através do qual se chega, através de um rico átrio, a um pátio interno decorado com bustos, nichos e fragmentos arqueológicos. 